# 巴黎東站 (巴黎地鐵)
巴黎東站(凡爾登)（法語：Gare de l'Est）是巴黎地鐵的一個車站。巴黎東站開通於1907年11月15日，是4號線、5號線、7號線的交會車站，也是巴黎地鐵第五繁忙的車站。本站5號線及7號線於北上月台提供跨月台轉車站服務，南下月台則無。

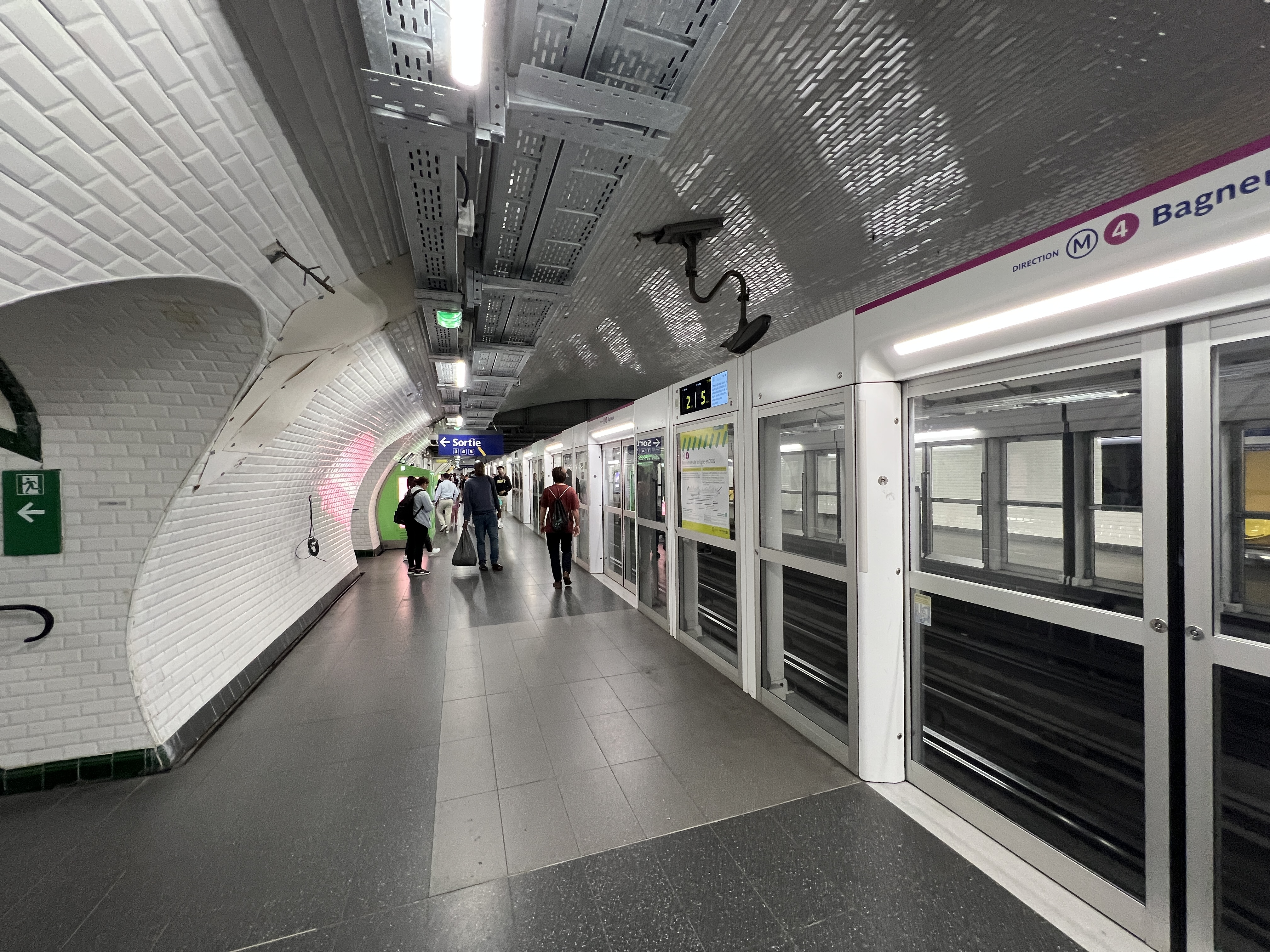
4號線月台 (2022年6月)

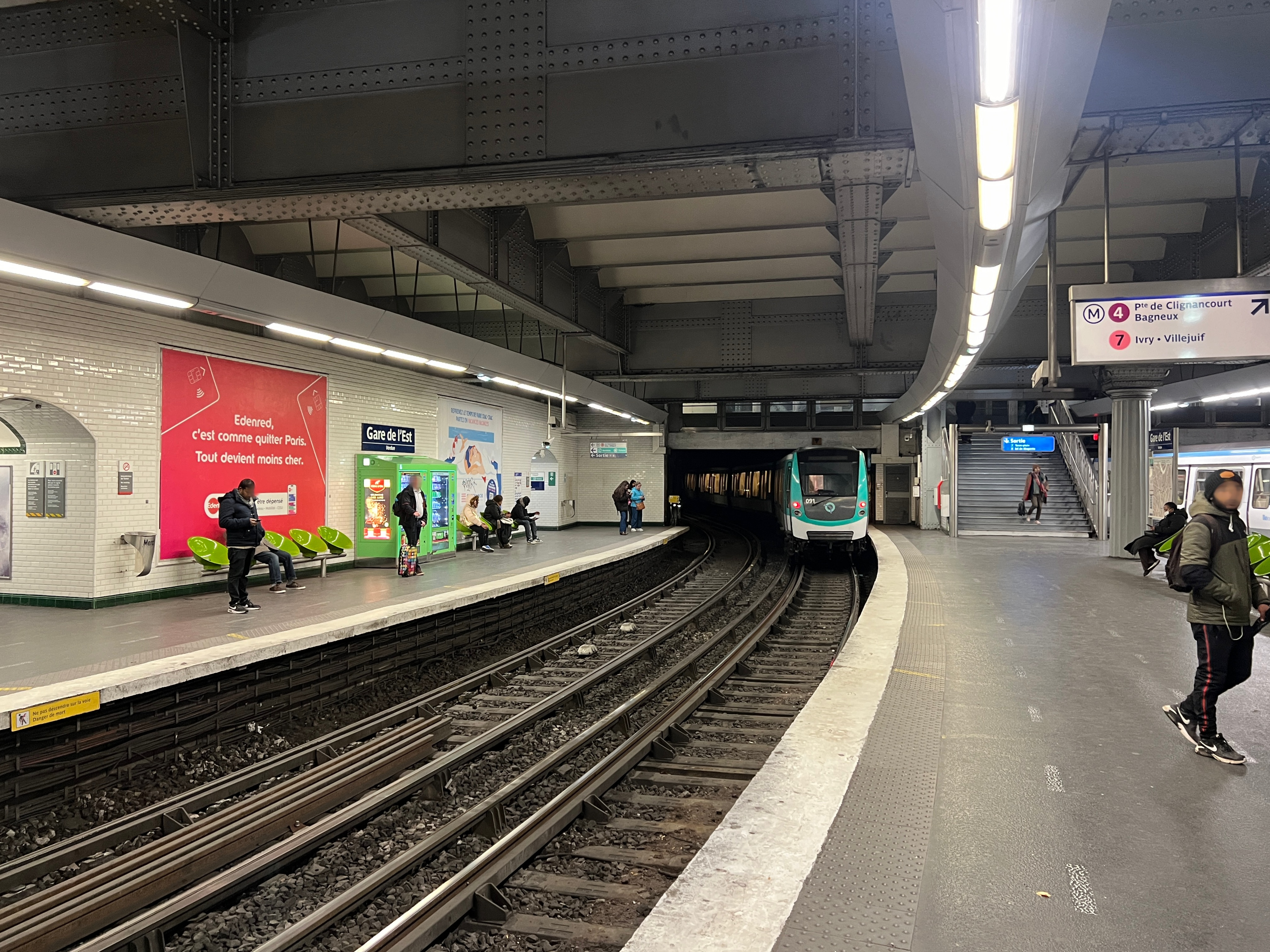
5號線月台 (2024年1月)

## 車站結構
| 街道        |                    |                                       |
| B1          | 連接層             |                                       |
| 5/7號線月台 | 側式月台，右側開門 | 側式月台，右側開門                    |
| 5/7號線月台 | 7號線南行          | 往猶太城-路易·阿拉貢/伊夫里鎮（魚船） |
| 5/7號線月台 | 7號線北行          | 往新庭-1945年5月8日（朗頓堡）         |
| 5/7號線月台 | 島式月台，右側開門 |                                       |
| 5/7號線月台 | 5號線北行          | 往博比尼-巴勃罗·毕加索（巴黎北站）    |
| 5/7號線月台 | 5號線南行          | 往意大利广场（雅克·邦塞尚）           |
| 5/7號線月台 | 側式月台，右側開門 |                                       |
| 4號線月台   | 側式月台，右側開門 | 側式月台，右側開門                    |
| 4號線月台   | 北行               | 往克里尼昂古門（巴黎北站）            |
| 4號線月台   | 南行               | 往巴涅-露西·奧布拉克（水塔）          |
| 4號線月台   | 側式月台，右側開門 |                                       |